# 奧什米揚卡河

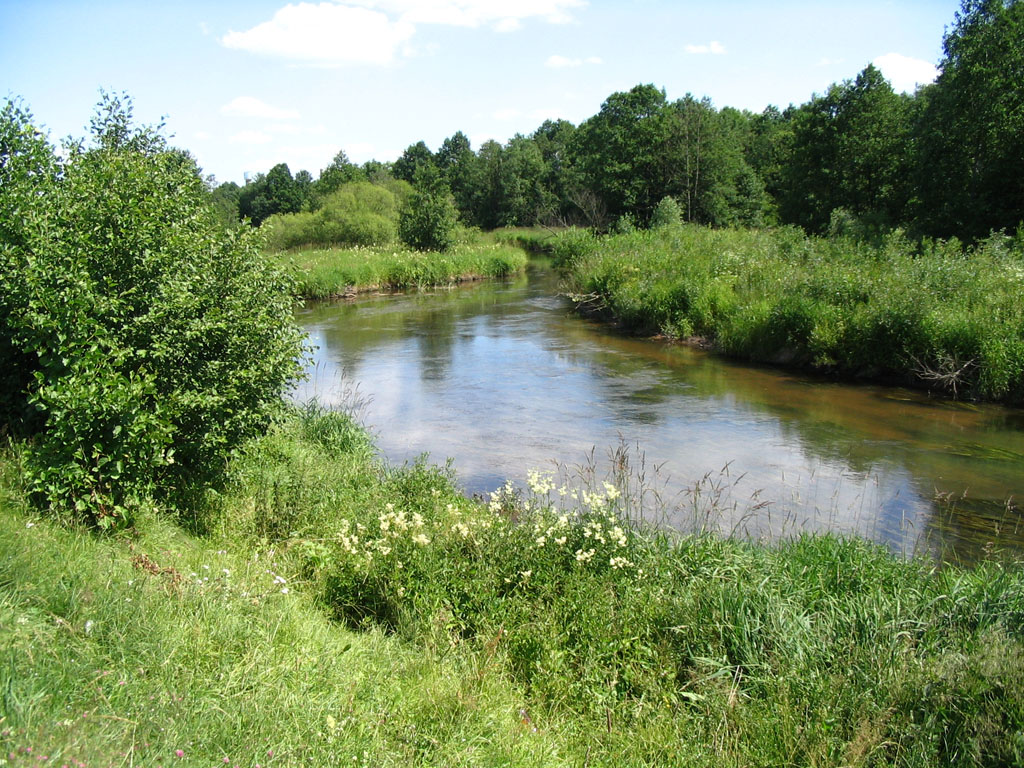
奧什米揚卡河

奧什米揚卡河是白俄羅斯的河流，屬於内里斯河的左支流，由格羅德諾州負責管轄，河道全長105公里，流域面積1,490平方公里，發源自阿什米揚高地，河畔城鎮有奧什米亞內。